# Oligomyrmex alluaudi
Oligomyrmex alluaudi är en myrart som beskrevs av Santschi 1913. Oligomyrmex alluaudi ingår i släktet Oligomyrmex och familjen myror.

## Underarter
Arten delas in i följande underarter:
- O. a. alluaudi
- O. a. cataractae